# Johor Bahru
Johor Bahru és una ciutat de Malàisia, capital de l'estat de Johor, situat a la Península Malaia
Segons el cens de 2010 tenia una població de 497.067 habitants.
Després de Kuala Lumpur (capital nacional), és el segon centre urbà més poblat del país. El centre urbà està comunicada per diverses grans autopistes..

## Ciutats agermanades
Johor Bahru està germanada amb les ciutats de:
- Detroit, Míchigan, Estats Units.
- Istanbul, Mármara Turquia.
- Kuching, Sarawak, Malàisia.
- Shenzhen, Cantó, Xina.
- Singapur City, Singapur.
- Yeda, La Meca, Aràbia Saudita.